# Dušan Pašek junior
Dušan Pašek junior (* 18. Januar 1985 in Bratislava, Tschechoslowakei; † 5. November 2021 in Bratislava) war ein slowakischer Eishockeyspieler, der mehr als ein Jahrzehnt für verschiedene Klubs in der slowakischen Extraliga unter Vertrag stand. Sein Vater Dušan Pašek senior war ebenfalls ein professioneller Eishockeyspieler.

## Karriere
Dušan Pašek begann seine Karriere als Eishockeyspieler in seiner Heimatstadt in der Nachwuchsabteilung des HC Slovan Bratislava, für dessen Profimannschaft er von 2003 bis 2007 in der Extraliga, der höchsten slowakischen Spielklasse, aktiv war. Gegen Ende der Saison 2006/07 wechselte der Center innerhalb der Extraliga zum HK Skalica, bei dem er die folgenden drei Jahre verbrachte. 2008/09 absolvierte er vier Länderspiele für die slowakische Eishockeynationalmannschaft. Zur Saison 2010/11 wurde er vom HC Košice verpflichtet, mit dem er auf Anhieb und erneut 2014 den slowakischen Meistertitel gewann. Nach 2014 spielte er noch für den ŠHK 37 Piešťany, den HC 05 Banská Bystrica und erneut den HK Skalica in der Extraliga, bevor er 2018/19 beim SHK Hodonín aus der dritten tschechischen Liga seine Karriere ausklingen ließ.
Dušan Pašek junior beging Anfang November 2021, wie sein Vater im Jahr 1998, Suizid.

## Erfolge
- 2011 Slowakischer Meister mit dem HC Košice
- 2014 Slowakischer Meister mit dem HC Košice

## Extraliga (Slowakei)-Statistik
(Stand: Ende der Saison 2011/12)